# Фуранокумарины
Фуранокумарины (фурокумарины) — класс кислородсодержащих гетероциклических соединений, преимущественно природного происхождения, в которых фурановый цикл конденсирован с бензольным циклом кумаринового ядра линейно (производные псоралена) или ангулярно (производные ангелицина и аллопсоралена):
Фурокумарины продуцируются разнообразными растениями, в частности зонтичными и цитрусовыми, большинство из них биологически активны.
Некоторые фуранокумарины обладают фотосенсибилизирующим действием и ответственны за фотодерматозы, вызываемые попаданием на кожу сока борщевиков и дикого пастернака; известны также случаи фотодерматозов при использования косметики с бергамотовым маслом (дерматит Берлока).
Метоксален (8-метоксипсорален, содержится в Ammi majus) используется в качестве фотосенсибилизирующего лекарственного средства при терапии псориаза, грибовидного микоза и витилиго.
Некоторые фуранокумарины, содержащиеся в соках цитрусовых, прежде всего в грейпфрутовом, подавляют активность изоформы CYP3A цитохрома P450, метаболизирующего ксенобиотики, и тем самым могут оказывать влияние на активность принимаемых одновременно с соками лекарственных препаратов.